# Krainer Landhaus

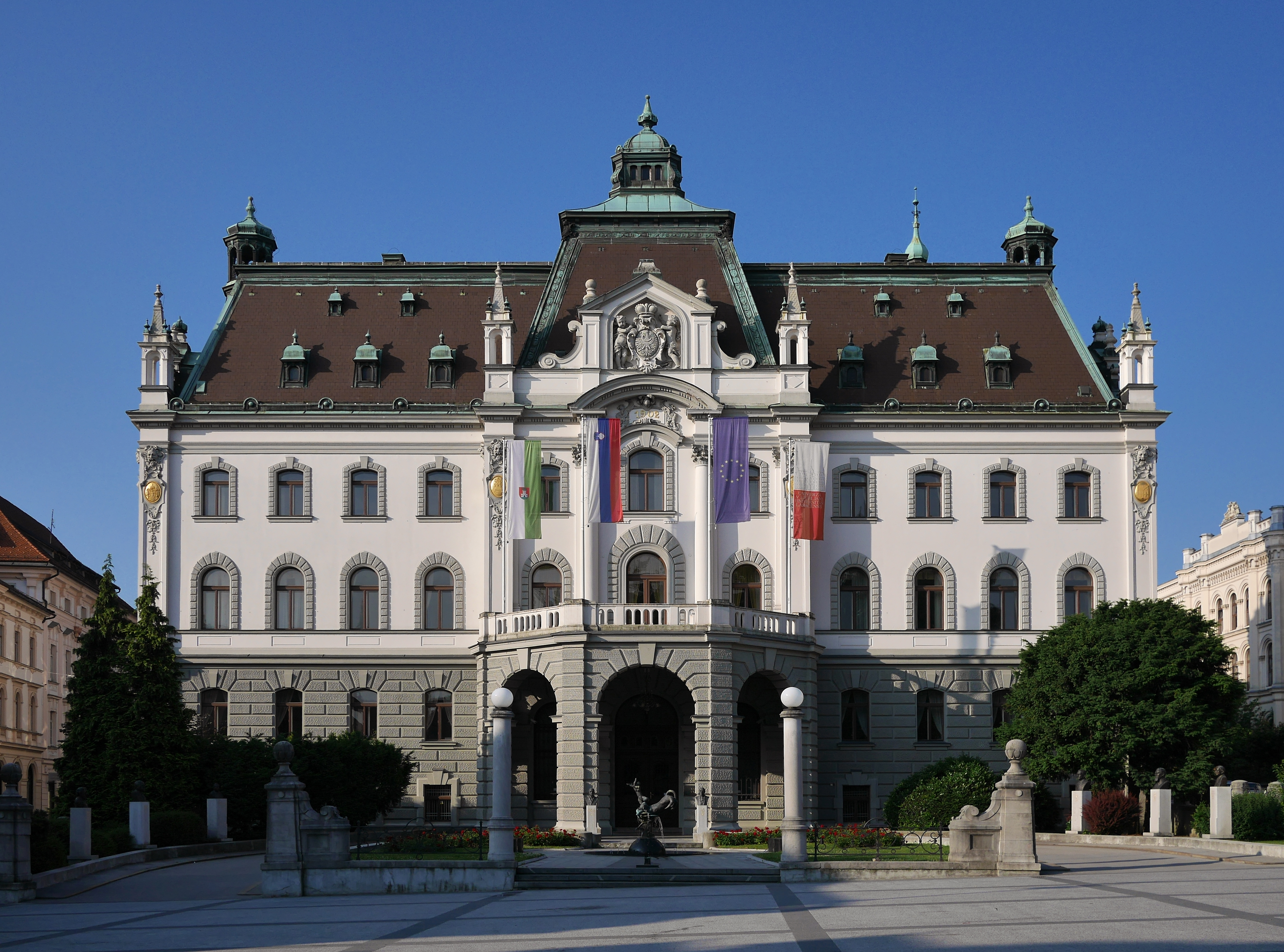
Hauptgebäude der Universität Ljubljana am Kongressplatz (Ljubljana)

Krainer Landhaus (slowenisch: Kranjski deželni dvorec) ist der historische Name des ehemaligen Sitzes des Krainer Landtags und heutigen Hauptgebäudes der  Universität Ljubljana am Kongressplatz in Ljubljana, der Hauptstadt Sloweniens. Das Gebäude, heute bekannt als Palača Univerze v Ljubljani (Palast der Universität Ljubljana), wurde auch Landschaftliche Burg oder Landesburg genannt.

## Geschichte

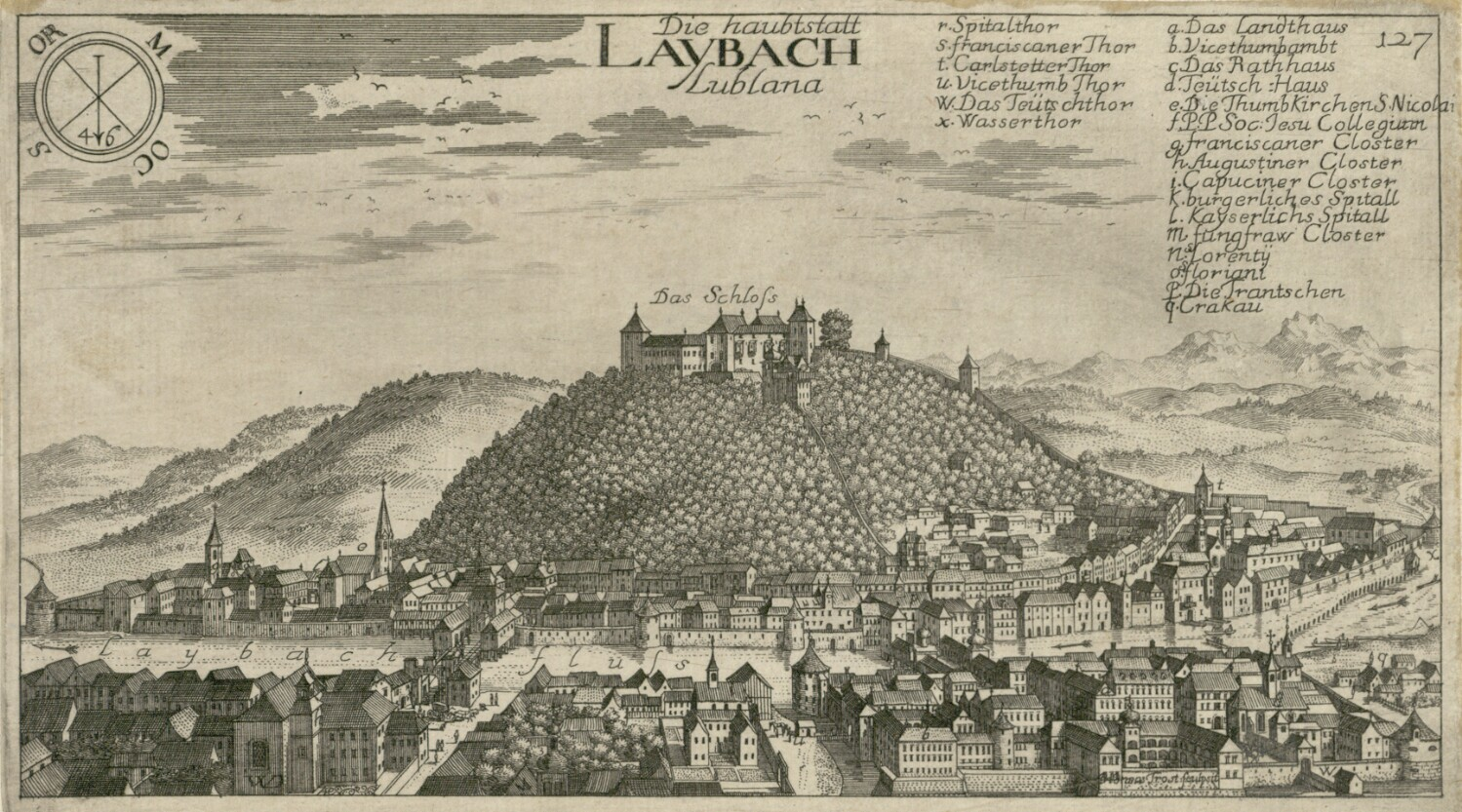
Laibach nach Valvasor 1679: Das Vitztumsamt (b) mit dem Vitztumstor am unteren Bildrand (Mitte rechts)

An der Stelle des Krainer Landhauses stand mindestens vom Ende des 15. Jahrhunderts an das Gebäude des Vitztumsamt Laibach des Herzogtums Krain (slowenisch: Vicedomova hiša oder Fištamija) mit dem Vitztumstor. Als Krainer Landhaus wurde es ab 1793 Regierungssitz der Krain. Die Bezeichnung Landhaus war ursprünglich in Gebrauch für das Haus der Landstände der Krain, das heutige Palais Lontovž.
1821 fand in dem Gebäude der Laibacher Kongress statt. Das Bauwerk wurde durch das Erdbeben von 1895 so stark beschädigt, dass sich der Krainer Landtag für einen Neubau entschied. Am 22. September 1903 fand die erste Sitzung des Krainer Landtags im neuen, nach Plänen von Jan Vladimír Hráský und Josef Hudetz erstellten Neubaus statt.

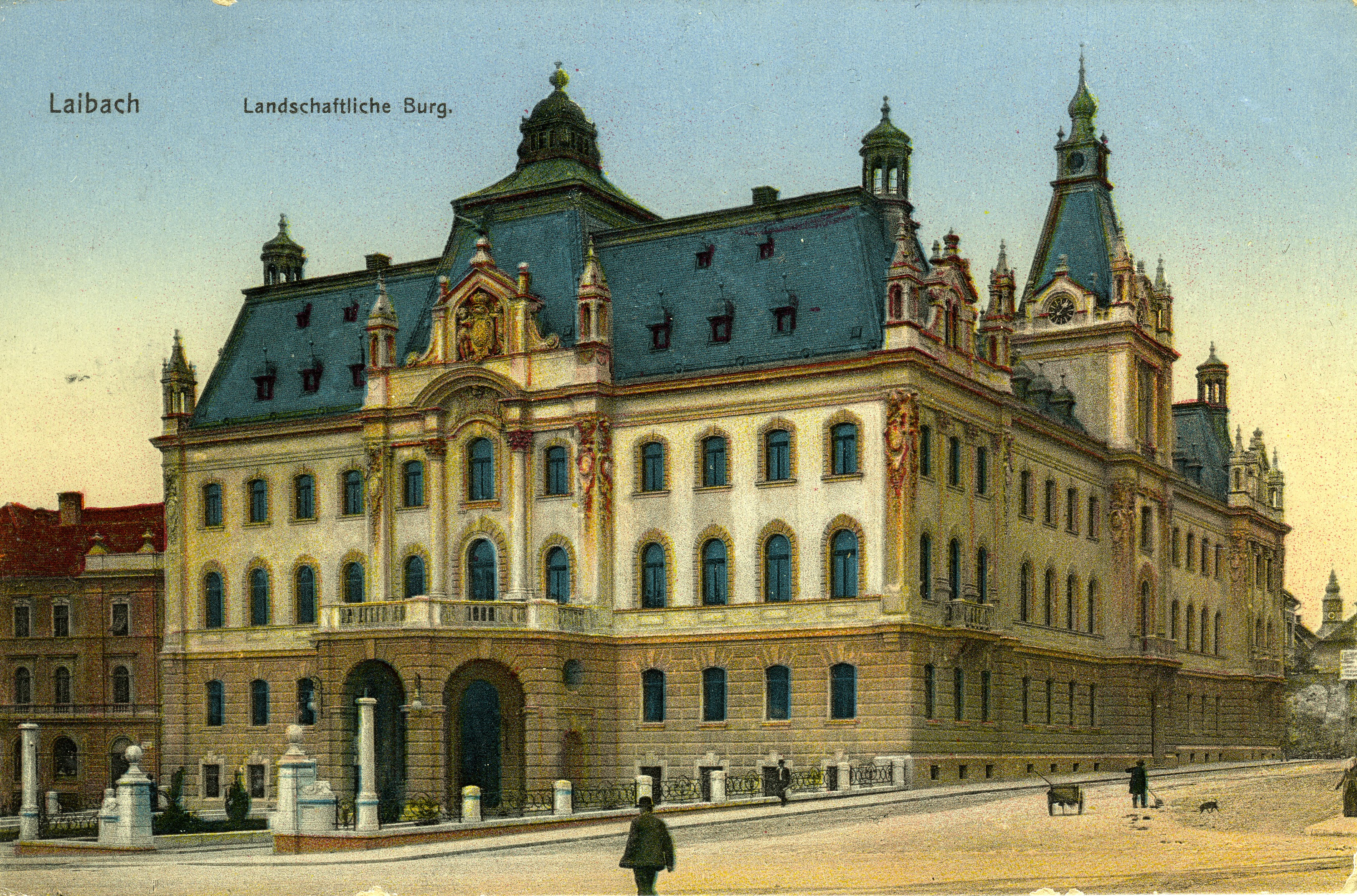
Krainer Landhaus 1909

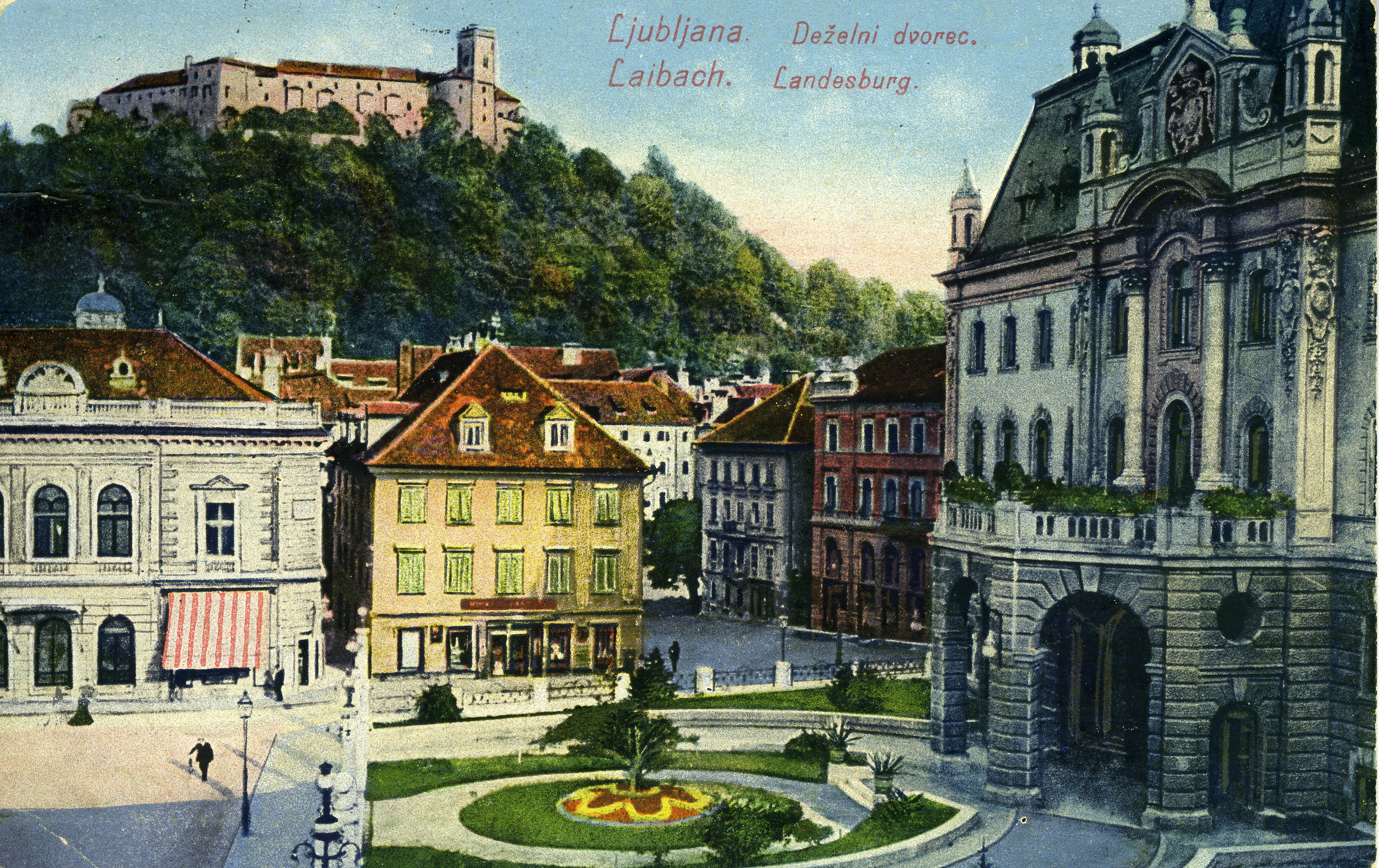
Landesburg 1917 mit Blick über den Burgplatz zum Laibacher Schloss

## Architektur
Das als Renaissancepalast konzipierte Gebäude hat ein Erdgeschoss und drei Stockwerke in der Gosposka ulica und ein erhöhtes Erdgeschoss und zwei Stockwerke auf den anderen Seiten, aufgrund der unterschiedlichen Bodenniveaus. Im repräsentativen ersten Obergeschoss, im Flügel zum Kongressplatz gelegen, befindet sich ein Konferenzraum mit Zugang zum Balkon – das ehemalige Sitzungszimmer des Landeshauptmanns. Auf der gegenüberliegenden Seite, in Richtung Židovska steza, liegt der Kammersaal, der auch über eine Treppe von der Vegova ulica aus zugänglich ist. Im ersten Stock befinden sich weitere reich verzierte Räume, im zweiten befindet sich ein besonders schöner Empfangssaal des Landeshauptmannes, der mit seiner Wohnung verbunden war.